# Ismailiter
Ismailiter, (Ismā'īliyya, "sjusekten") eller ismailism, är en gren av shiaislam, uppkommen på 700-talet. Ismailiterna har sitt namn efter Ismail ibn Jafar som de anser vara den rätte sjunde shiaimamen till skillnad från hans bror Musa al-Kazim som imamiterna håller för den rätte. Det finns cirka 15 miljoner anhängare världen över, framför allt i Jemen, Pakistan, Indien och Syrien.
Ismailiterna har utvecklat en egen teologi. 
Ismailiterna är splittrade i två grenar; musta'lī och nizārī. Musta'lierna har till stor del bevarat religionen som den utformats under fatimiderna. Nizarierna har fått sitt namn efter Nizar. De stödde hans krav att bli imam efter sin far den åttonde fatimidiske kalifen al-Mustansir. Nizarierna är i sin tur splittrad i flera mindre grupper och har på flera områden rört sig bort från den ursprungliga ismailismen. Nizariernas andliga ledare bär titeln Aga Khan. Dessa är i rakt nedstigande led ättlingar till profeten Muhammed genom hans dotter Fatima i hennes äktenskap med Ali, den förste shiaimamen.
Ismailiternas gren fick en tid stor betydelse i Egypten och övriga Nordafrika under fatimiderna. 
Shiaimamerna enligt ismailiterna:
- Ali ibn Abi Talib
- Hasan ibn Ali
- Husayn ibn Ali
- Ali Zayn al-Abidin ibn Husayn
- Muhammad al-Baqir
- Jafar as-Sadiq
- Ismail ibn Jafar
- Muhammad al-Mahdi

- Fatimiderna[2]

Drusernas trosföreställning härstammar från ismailismen.